# Hemidactylus frenatus
Hemidactylus frenatus е вид влечуго от семейство Геконови (Gekkonidae). Видът не е застрашен от изчезване.

## Разпространение и местообитание
Разпространен е в Бангладеш, Бутан, Виетнам, Индия (Андамански и Никобарски острови), Индонезия, Камбоджа, Китай, Малайзия, Мианмар, Пакистан, Папуа Нова Гвинея, Сингапур, Тайланд, Филипини, Хонконг, Шри Ланка и Япония. Внесен е в Австралия, Американска Самоа, Асенсион и Тристан да Куня, Белиз, Британска индоокеанска територия (Чагос), Вануату, Венецуела, Гватемала, Гуам, Еквадор, Кения, Кирибати, Кокосови острови, Коморски острови, Коста Рика, Мавриций, Мадагаскар, Малдиви, Малки далечни острови на САЩ, Маршалови острови, Мексико, Микронезия, Науру, Непал, Никарагуа, Ниуе, Нова Каледония, Остров Норфолк, Остров Рождество, Остров Света Елена, Острови Кук, Палау, Панама, Провинции в КНР, Реюнион, Салвадор, Самоа, САЩ (Хавайски острови), Северни Мариански острови, Сейшели, Соломонови острови, Сомалия, Тайван, Того, Тонга, Тувалу, Уолис и Футуна, Фиджи, Френска Полинезия и Хондурас.
Обитава градски и гористи местности, пустинни области, савани, крайбрежия и плажове в райони с тропически и субтропичен климат.

## Описание
Популацията на вида е стабилна.